# Корир, Сэмми
Сэмми Кипчоге Корир — кенийский легкоатлет, который специализировался в марафоне. Первый в истории человек, которому удалось пробежать 10 марафонов быстрее 2:09.00. Личный рекорд на марафонской дистанции — 2:04.56, установлен на Берлинском марафоне в 2003 году, когда Сэмми Корир финишировал на втором месте после Пола Тергата. Оба марафонца тогда впервые выбежали марафон из 2:05.00, и превзошли мировой рекорд Халида Ханнуши.
На чемпионате мира по полумарафону 1999 года занял 11-е место с результатом 1:02.19

## Достижения
- Победитель Амстердамского марафона 1997 года — 2:08.24
- 3-е место на Роттердамском марафоне 1997 года — 2:08.02
- Победитель Амстердамского марафона 1998 года — 2:08.13
- Победитель Туринского марафона 1999 года — 2:08.27
- 2-е место на Лондонском марафоне 2004 года — 2:06.49
- 3-е место на Дубайском марафоне 2008 года — 2:08.01
- Победитель Сеульского марафона 2008 года — 2:07.32